# اگه گم شدی به من زنگ بزن
اگه گم شدی به من زنگ بزن (انگلیسی: Call Me If You Get Lost) ششمین آلبوم استودیویی رپر و تهیه‌کنندهٔ آمریکایی تایلر، د کریتور است. این آلبوم در ۲۵ ژوئن ۲۰۲۱ از طریق کلمبیا رکوردز منتشر شد. دی‌جی دراما گویندهٔ این آلبوم است و هنرمندان گوناگونی شامل تای دولا ساین، لیل وین، لیل اوزی ورت و فارل ویلیامز نیز در آن حضور دارند. تایلر خودش تهیه‌کنندهٔ این آلبوم بود و همچنین جیمی اکس‌اکس و جی ورساچی در تهیهٔ آن مشارکت داشتند.
اگه گم شدی به من زنگ بزن نشان‌گر تغییر سبک از زیبایی‌شناسی روشن‌تر و روح‌نوازتر آلبوم‌های پیشین، ایگور (۲۰۱۹) و پسر گل‌فروش (۲۰۱۷) است. به‌جای آن، مقدار بیشتری ضرب‌آهنگ شدید و شعر بی‌پرده به کار گرفته شده که متأثر از مجموعهٔ میکس‌تیپ دی‌جی دراما، تحت عنوان گنگستا گریلز است. ژانرهای این آلبوم شامل هیپ هاپ، پاپ، جاز، سول و رگی می‌شوند. طرح روی جلد نشان‌دهندهٔ یک کارت شناسایی از شخصیتی به‌نام «تایلر بودلر» است که به شاعر فرانسوی شارل بودلر ارجاع دارد. آثار بودلر از سوی روزنامه‌نگاران موسیقی با ماهیت و مضامین صریح موسیقی تایلر قابل مقایسه است.
اگه گم شدی به من زنگ بزن با دو تک‌آهنگ پشتیبانی شد: «هیزم‌شکن» و «واس‌یانیم» که هر دو در کنار موزیک ویدئو منتشر شدند. این آلبوم مورد تحسین گسترده منتقدان قرار گرفت و به‌عنوان آمیزه‌ای از سبک‌ها توصیف شده‌است که در سرتاسر ساختار آن اندکی نوستالژی به همراه دارد. برخی از منتقدان این آلبوم را با آلبوم پیشین او، ایگور، مقایسه کردند. این آلبوم از سوی چند نشریه در بین ده آلبوم برتر سال ۲۰۲۱ قرار گرفت. اگه گم شدی به من زنگ بزن به صدر جدول بیلبورد ۲۰۰ ایالات متحده رسید و دومین آلبوم نامبروان او شد. این آلبوم در مراسم گرمی ۲۰۲۲ برندهٔ جایزهٔ بهترین آلبوم رپ شد.